# Buadiposo-Buntong
Buadiposo-Buntong (Bayan ng Buadiposo-Buntong) är en kommun i Filippinerna. Kommunen ligger på ön Mindanao, och tillhör provinsen Lanao del Sur. Folkmängden uppgår till 13 535 invånare.

## Barangayer
Buadiposo-Buntong är indelat i 33 barangayer.
| - Bacolod - Bangon - Buadiposo Lilod - Buadiposo Proper - Bubong - Buntong Proper - Cadayonan - Dansalan - Gata - Kalakala - Katogonan | - Lumbac - Lumbatan Manacab - Lumbatan Pataingud - Manacab (Pob.) - Minanga (Buntong) - Paling - Pindolonan - Pualas - Buadiposo Raya - Sapot - Tangcal | - Tarik - Tuka - Bangon Proper - Raya Buntong (Buntong East) - Lunduban (Ragondingan) - Ragondingan East - Ragondingan Proper - Ragondingan West - Boto Ragondingan - Datu Tambara - Dirisan |